# Theatres des Vampires
Theatres des Vampires est un groupe de metal gothique italien, originaire de Rome. Il se forme en 1994 à la suite du démantèlement d'un groupe local appelé VII Arcano. En dix ans d'existence, en 2004, Theatres des Vampires compte une dizaine d'albums sous le label anglais Plastic Head, et se fait de plus en plus reconnaître en Europe, en Amérique du Sud et en Russie.
Le groupe était originellement composé d'un chanteur, Alessandro Nunziati « Lord Vampyr », et de deux choristes, Sonya Siccardi « Scarlet » et Anna Consuelo Cerichelli « Justine », mais cette dernière quitta le groupe en 2002, ne laissant que Scarlet aux chœurs pour accompagner Lord Vampyr et les autres musiciens masculins. C'est avec Pleasure and Pain (2005) que Sonya Scarlet devient le leader du groupe, à la suite du départ du fondateur Lord Vampyr (qui ne s'intéressait plus à la musique du groupe ; il s'est lancé depuis dans un projet solo...).
Durant leur carrière, le groupe est plus attiré par le black metal vers ses débuts, puis, plus tard, vers un style qui tend vers l'universalité des genres, par exemple : musique classique, opéra et rock. Par exemple, l'album Nightbreed of Macabria, s'oriente vers un style plus metal gothique, au détriment des styles précédents. Malgré cela, le fond reste le même : le groupe n'a pas perdu de son esthétique et continue de chanter la mélancolie vampirique à travers des textes sanglants.

## Biographie

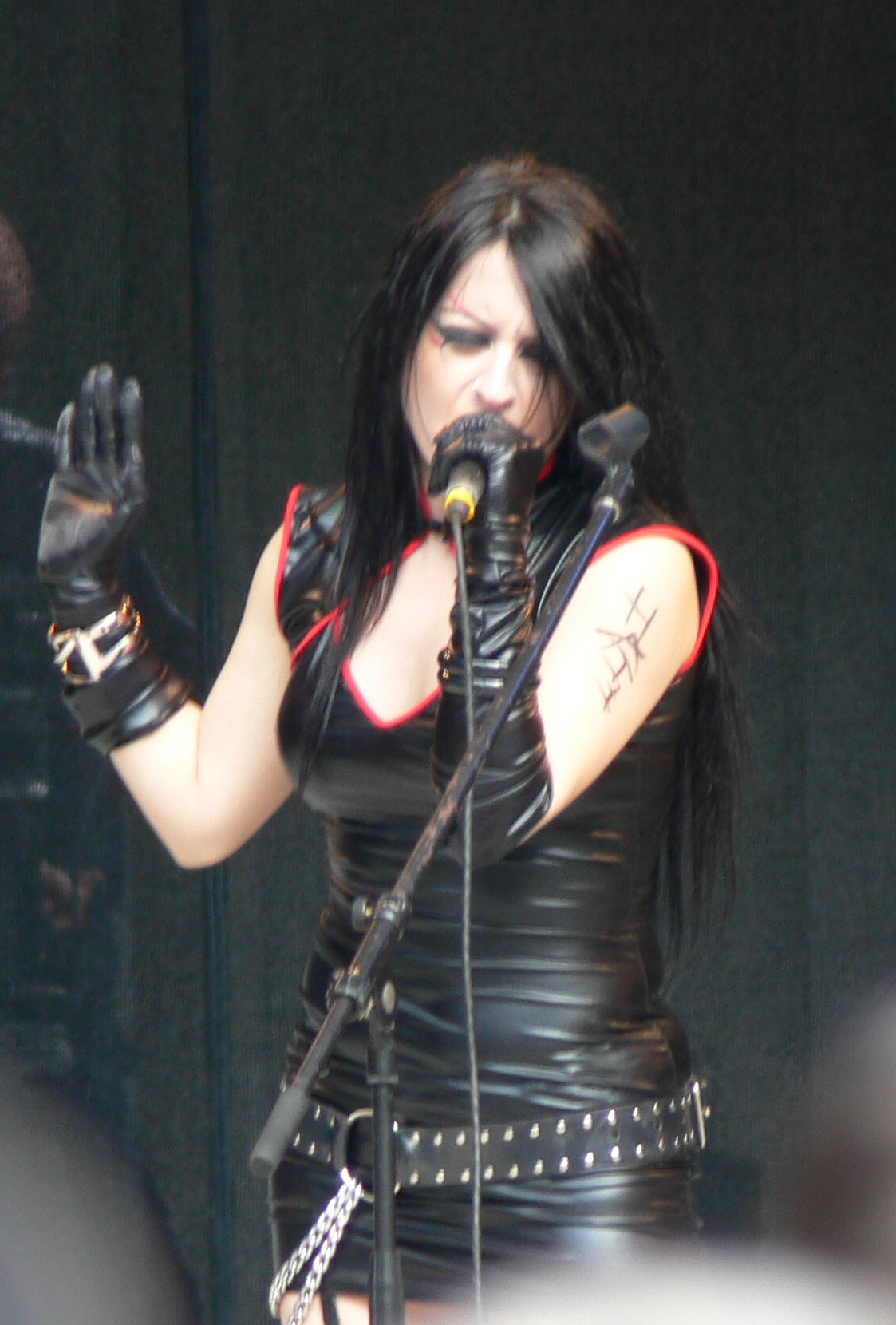
Sonia Scarlet, chanteuse du groupe, en juin 2006.

Les racines de Theatres des Vampires sont retracées en 1989 avec la formation d'un groupe local appelé Sepolcrum, composé de Lord Vampyr, et du guitariste Lord Morgoth (Roberto Cufaro). Le groupe se renomme VII Arcano en 1992 et publie un 7" single intitulé Gather My Blood Forever en 1993. Alors que VII Arcano commence à s'orienter vers un son plus thrash metal, Lord Vampyr décide de quitter le groupe et de former Theatres des Vampires en 1994. Une première démo, Nosferatu, eine Simphonie des Grauens, est enregistrée en 1995. Des changements de formation, cependant, mènent Lord Vampyr à enregistrer seul le premier album studio du groupe Vampyrìsme, nècrophilie, nècrosadisme, nècrophagie, publié en 1996.
Une fois la formation stabilisée en 1999, le groupe enregistre un deuxième album studio, The Vampire Chronicles. À cette même période, le groupe utilise des effets spéciaux lors de leurs concerts. En 2003, le groupe tourne avec Christian Death à travers l'Europe, et ré-enregistre Vampyrìsme, nècrophilie, nècrosadisme, nècrophagie avec, pour bonus, des collaborations avec Valor de Christian Death et Gian Pyres de Cradle of Filth. En juin 2005, le groupe signe avec le label Dreamcell11 d'Aural Music. Le 28 novembre 2005 sort l'album Pleasure and Pain, qui sera ensuite distribué à l'international.
Le guitariste Robert Cufaro (Morgoth) quitte le groupe en 2006 et est remplacé par Stephan Benfante. Le 19 mars 2007, le groupe publie l'album Desire of Damnation, un double CD, avec des chansons live The Addiction Tour 2006 et quelques chansons enregistrées en studio. En mai 2007, le groupe est confirmé pour le festival Battle of Metal, organisé les 5 et 7 juillet au Eventzentrum de Geiselwind, en Allemagne. Au début de 2008, le groupe annonce le titre de leur nouvel album à venir. Le 2 mai 2008, Aural Music publie l'album Anima Noir, qui contient des sons orientés électro-industriel. Après l'album, à la fin de 2008, le groupe décide de faire une pause.
Le 14 janvier 2011, Aural Music publie leur neuvième album studio/DVD, Moonlight Waltz. Un clip pour la chanson Carmilla est tourné les 28 et 29 août, et réalisé par David Bracci.
Après des années d'absence, le groupe annonce, en janvier 2016, travailler sur son dixième album studio. La même année, le groupe signe avec le label Sarlet Records. Le 14 juillet 2016, le groupe révèle le titre de l'album, Candyland, qui est annoncé pour le 14 octobre au label Sarlet Records.

## Style musical et image
Les membres de Theatres des Vampires expriment leur fascination pour les vampires ainsi que tout ce qui leur est lié, qualifiant même leur musique de « metal vampirique ». Le nom de leur groupe vient de la compagnie de théâtre éponyme du roman de Anne Rice, Entretien avec un vampire. Le groupe retranscrit le look vampire qui s'accorde parfaitement aux thèmes des paroles et à l'ambiance que dégage leur musique. L'originalité de ce groupe à la base venait d'une part de l'association du chant black masculin et du chant gothique féminin, et d'autre part de leur multilinguisme : en effet, à l'anglais, ils associaient parfois le latin, l'allemand,le français, l'italien ou encore le roumain (cf. la citation extraite du film Dracula (1992) de Francis Ford Coppola, chantée sur la piste Love Never Dies (Iubilaeum Anno Dracula 2001)). Du reste, certains des textes du groupe, jusqu'en 2005, étaient composés d'extraits ou de citations de grands poètes ou écrivains : Goethe, Edgar Allan Poe, William Blake, Charles Baudelaire, Arthur Rimbaud, Dante Alighieri, Bram Stoker, Thomas de Quincey, Howard Philips Lovecraft, Ugo Foscolo, Giosuè Carducci... C'est d'ailleurs de ces emprunts que leur vient en partie leur multilinguisme.

## Membres

### Membres actuels
- Zimon Lijoi (Blutsauger) – basse (depuis 1997), chant secondaire (depuis 2003)
- Gabriel Valerio (Blasfemator) – batterie (depuis 1997), chant secondaire (depuis 1999)
- Fabian Varesi (Necros) – clavier (depuis 1997), chant secondaire (depuis 1999)
- Sonya Siccardi (Scarlet) – chant secondaire (1999-2004), chant principal (depuis 2004)
- Giorgio Ferrante – guitare (depuis 2016)

### Anciens membres
- Alessandro Nunziati (Lord Vampyr) – chant principal (1996-2004), guitare, clavier (sur Nosferatu eine Symphonie des Grauens en 1995, et sur Vampyrìsme, Nècrophilie, Nècrosadisme, Nècrophagie en 1996)
- Anna Consuelo Cerichelli (Justine) – chant secondaire (1999-2002 ; elle fonda également le duo de darkwave Pulcher Femina en 1997 avec Roberto Conforti[14]. Elle chanta sur l'album Fallen Angel (2000), dont elle écrivit certains textes[15]. Elle quitta le duo en 2001)
- Enrico de Dominicis (Agaharet) – batterie (sur Vampyrìsme, Nècrophilie, Nècrosadisme, Nècrophagie en 1996)
- Alessandro Pallotta (Incubus) – guitare (1999-2002)
- Strigoi – guitare (1999-2001)
- Mortifer – guitare (2001)
- Roberto Cufaro (Morgoth) – guitare (2002-2006), clavier (sur Vampyrìsme, Nècrophilie, Nècrosadisme, Nècrophagie (1996))
- Stephan Benfante – guitare (2006-?)

### Membres invités
- Gian Pyres (ex- Cradle of Filth) – guitare (sur la piste The Vast Enchanted Forest (Vampyrìsme...))
- Valor (Christian Death) – voix masculine (sur la piste Lacrima Christi (Vampyrìsme...).
- Flegias (Necrodeath) – chant hurlé masculin (sur Pleasure and Pain)
- Dhilorz (Ancient) – chant hurlé masculin (sur Pleasure and Pain)
- Nicholas (Ensoph) – chant masculin (sur Pleasure and Pain)
- Giampaolo Caprino (Stormlord) – chant clair masculin (sur Pleasure and Pain)
- Anna Consuelo Cerichelli – invitée sur scène par Theatres des Vampires en 2008, lors d'un live à la Stazione Birra. Elle interpréta la chanson Blutdivine (Iubilaeum Anno Dracula 2001) en compagnie de Sonya Scarlet[16].

## Discographie

### Albums studio
- 1996 : Vampyrìsme, Nècrohpilie, Nècrosadisme, Nècrophagie
- 1999 : The Vampire Chronicles
- 2001 : Bloody Lunatic Asylum
- 2001 : Iubilaeum Anno Dracula 2001
- 2002 : Suicide Vampire
- 2003 : Vampyrìsme... (ré-enregistrement de Vampyrìsme, Nècrohpilie, Nècrosadisme, Nècrophagie)
- 2004 : Nightbreed of Macabria
- 2005 : Pleasure and Pain
- 2008 : Anima Noir
- 2011 : Moonlight Waltz
- 2016 : Candyland

### Albums live et compilations
- 2003 : The (Un)Official History
- 2004 : Blackend Collection (contient The Vampire Chronicles, Bloody Lunatic Asylum, Iubilaeum Anno Dracula 2001 et Suicide Vampire)
- 2007 : Desire of Damnation (3 avril 2007 ; contient un CD live et un CD avec des bonus)

### Démos et EPs
- 1995 : Nosferatu, eine Simphonie des Grauens (démo)
- 1997 : Promo 97 (démo)
- 2001 : Iubilaeum Anno Dracula 2001 (EP)
- 2012 : Cult of Lahmia (EP)

### DVD
- 2006 : The Addiction Tour
- 2012 : Moonlight Waltz Tour 2011